# Chili aux Jeux olympiques d'été de 1996
L'équipe de chilienne olympique participe aux Jeux olympiques d'été de 1996 à Atlanta. Le pays n'y remporte aucune médaille. L'athlète Sebastián Keitel est le porte-drapeau d'une délégation chilienne comptant 21 sportifs (16 hommes et 5 femmes).